# ハワイ州道250号線

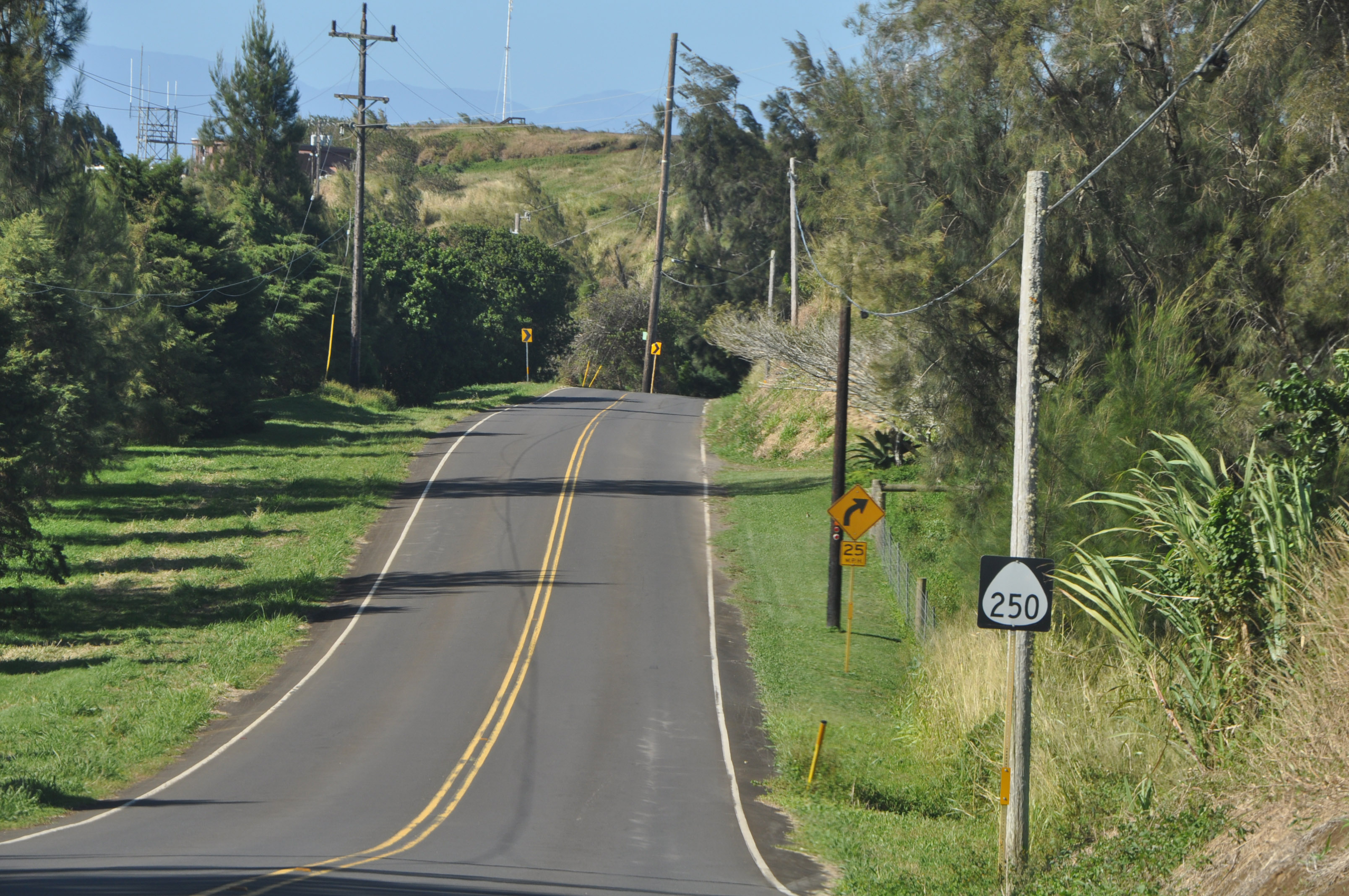
ハワイ州道250号線は起伏が激しい道路。

ハワイ州道250号線（ハワイしゅうどうにひゃくごじゅうごうせん、英語: Hawaii State Highway 250）はアメリカ合衆国ハワイ州の最大の島であるハワイ島のノース・コハラ地域にある州道で、島の内陸にあるワイメアからコハラ山地を経て北海岸のハヴィへ達する43.5kmの道路である。通常コハラ・マウンテン・ロード（Kohala Mountain Road）と呼ばれている。  
ハワイ州道19号線上にあるワイメアの250号線の起点からコハラ山地へ登る道の途中の停車地点では、右（西）の太平洋から左へ、フアラライ山、マウナロア山、マウナケア山と手前の幅広い谷を見晴らすことができる。  

## 参照
1. ↑   コハラ・マウンテン・ロード
2. ↑   コハラ・マウンテン・ロード (英語)